# Буго-днестровская культура
Бу́го-днестро́вская культу́ра — неолитическая археологическая культура 6—5-го тысячелетий до н. э. Известна по группе небольших поселений, расположенных возле города Сороки и прилегающих областей Молдавии и Украины, по рекам Днестр и Южный Буг.
Эволюционировала из местной кукрекской культуры финального мезолита. Посуда первого периода буго-днестровской культуры находит аналогии среди керамики монохромного горизонта в Болгарии, древнейших слоёв поселений Гривац и Благотин на Дунае. Древнейшая буго-днестровская посуда радикально отличается от более молодой керамики культуры Криш полным отсутствием барботина, расписной посуды, малочисленностью налепов и валиков, единичностью мисок. Общим элементом ранней буго-днестровской посуды с древнейшей кухонной посудой Северо-Восточной Болгарии, Сербии и Хорватии является технология изготовления посуды с применением глины с большой примесью органики вплоть до начала VI тыс. до н. э. Затем эту технологию сменила традиция изготовления кухонной посуды с большой примесью песка и незначительными добавками растительности, что соответствует переходу от первого ко второму периоду буго-днестровской культуры.
На ранней фазе (середина VII тысячелетия до н. э.) носители культуры не были знакомы с керамикой и земледелием, жили охотой на зубров, оленей, кабанов, ловили речную рыбу: плотву, щуку, угря. В. И. Маркевич в раннем неолите крайнего Юго-Запада СССР выделял группы памятников первой половины VII тыс. до н. э. в древнейшую бескерамическую фазу, названную сорокским комплексом, в которой имелись признаки одомашнивания свиньи и быка. Около 5800 года до н. э. начали производить оригинальную керамику с примесью толчёных раковин, в основном кувшины с плоским или заострённым днищем, украшенные орнаментом из волнистых линий. Впоследствии попали под влияние старчево-кришской культуры, что выразилось в резком изменении характера керамики, а вместо дикорастущих злаков начали отдавать предпочтение культурной пшенице и полбе.
После 5500 года до н. э. связи со старчево-кришской культурой были утрачены вследствие нашествия носителей культуры линейно-ленточной керамики, которые, вероятно, проникли из верховьев Днестра и опустошили весь регион. Местные каменные дома исчезли, население стало жить в длинных домах, и в обиход вошла линейно-ленточная керамика. Впоследствии местный вариант культуры линейно-ленточной керамики эволюционировал в культуру Триполье-Кукутень. Остатки населения мигрировали в ареал днепро-донецкой культуры, где сыграли свою роль в создании среднестоговской культуры.
Буго-днестровскую культуру сменила культура Триполье-Кукутень.